# 6396 Schleswig
A 6396 Schleswig (ideiglenes jelöléssel 1991 AO3) a Naprendszer kisbolygóövében található aszteroida. Freimut Börngen fedezte fel 1991. január 15-én.